# Ballenyeilanden
De Ballenyeilanden vormen een keten van vulkanische eilanden in de Zuidelijke Oceaan. De groep bestaat uit drie hoofdeilanden: Young, Buckle en Sturge-eiland. De kleine eilanden zijn Row, Borradaile, Sabrina, en de Monolith. 
De Engelse walvisvaarders John Balleny en Thomas Freeman kregen de eilandengroep voor het eerst in zicht. Freeman was de eerste persoon die een van de eilanden betrad, op 9 februari 1839. 
De totale oppervlakte van de eilanden bedraagt ongeveer 780 km², en het hoogste punt is de nog onbeklommen Brown Piek op Sturge, met 1524 m.
De eilanden worden opgeëist door Nieuw-Zeeland als onderdeel van de Ross Dependency.

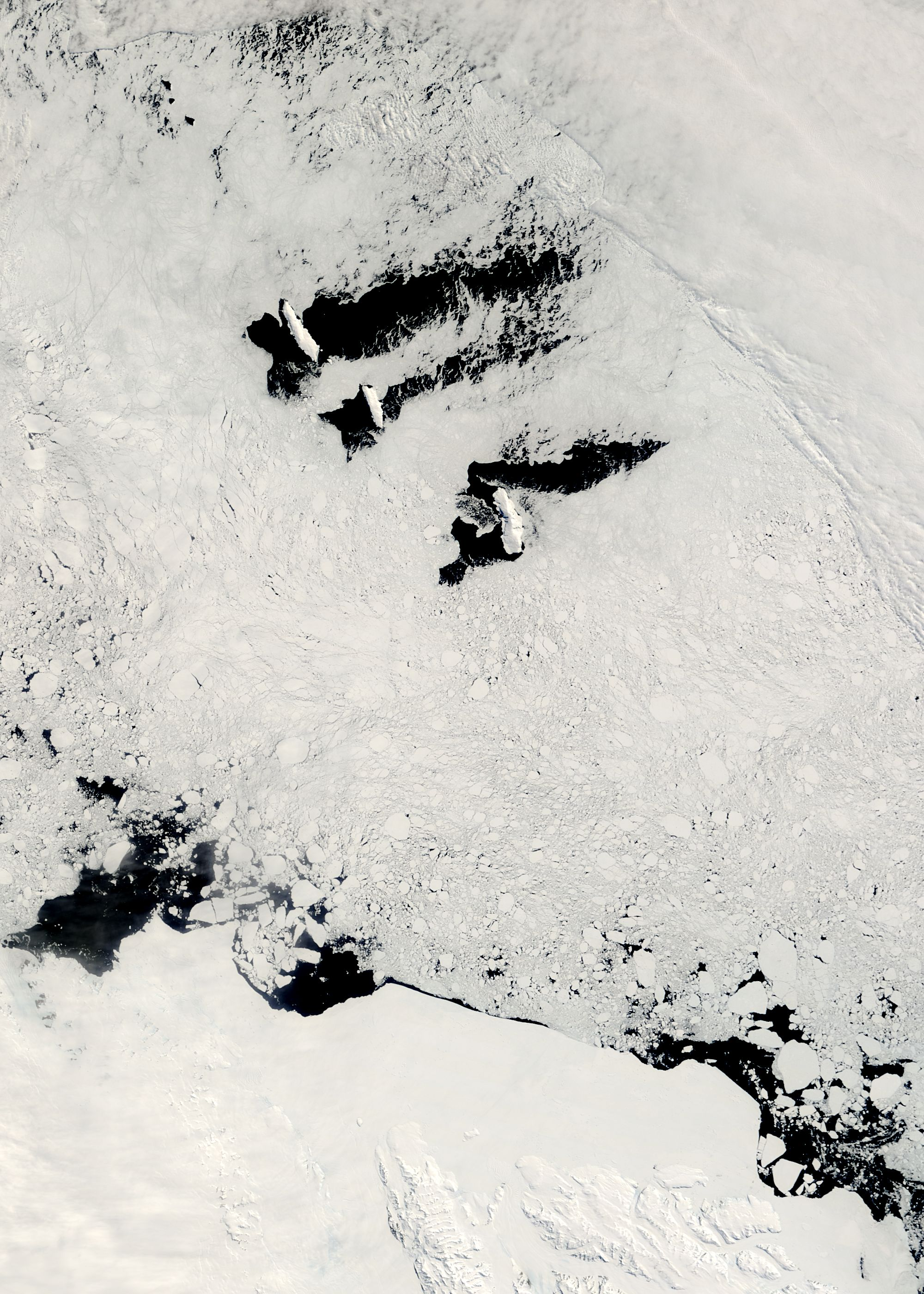
Satellietfoto van de Ballenyeilanden

## De Ballenyeilanden en rotsen van noord naar zuid
| Eiland/Rots                           | Oppervlakte (km²)          | hoogste punt (m)              |
| Young en satellieteilanden            | Young en satellieteilanden | Young en satellieteilanden    |
| ------------------------------------- | -------------------------- | ----------------------------- |
| Seal Rocks                            | 0,0 km²                    | (15 m)                        |
| Pillar                                | 0,0 km²                    | (51 m)                        |
| Young                                 | 225,4 km²                  | Freeman Peak (1340 m)         |
| Row                                   | 1,7 km²                    | (183 m)                       |
| Borradaile                            | 3,5 km²                    | (381 m)                       |
| Beale Pinnacle                        | 0,0 km²                    | (61 m)                        |
| Buckle en satellieteilanden           |                            |                               |
| Buckle                                | 123,6 km²                  | (1238 m)                      |
| Scott Cone                            | 0,0 km²                    | (31 m)                        |
| Eliza Cone                            | 0,0 km²                    | (67 m)                        |
| Chinstrap                             | 0,0 km²                    |                               |
| Sabrina                               | 0,2 km²                    | (90 m)                        |
| The Monolith                          | 0,1 km²                    | (79 m)                        |
| Sturge (heeft geen satellieteilanden) |                            |                               |
| Sturge                                | 437,4 km²                  | Brown Piek (1705 m of 1524 m) |